# Psychoda itoco
Psychoda itoco är en tvåvingeart som beskrevs av Tokunaga och Komyo 1955. Psychoda itoco ingår i släktet Psychoda och familjen fjärilsmyggor. Inga underarter finns listade i Catalogue of Life.